# Alanis
Alanis är Alanis Morissettes första album, utgivet i Kanada 1991 på MCA Records. Det sålde platina.

## Låtlista
1. "Feel Your Love" - 3:49
2. "Too Hot" - 4:00
3. "Plastic" - 3:45
4. "Walk Away" - 4:51
5. "On My Own" - 4:08
6. "Superman" - 4:32
7. "Jealous" - 3:54
8. "Human Touch" - 3:22
9. "Oh Yeah!" - 3:59
10. "Party Boy" - 4:20